# Давид Гарадок
Давид Гарадок (блр. Давыд-Гарадок; рус. Давид-Городок) је град у јужном делу Републике Белорусије. Административно припада Столинском рејону Брестске области.
Према подацима пописа становништва из 2009. у граду је живело 6.700 становника.

## Географија
Град Давид Гарадок смештен је на обала реке Горињ (десне притоке реке Припјат) у северном делу Столинског рејона, на око 35 км североисточно од административног центра рејона града Столина, и на неких 280 км источно од административног центра области Бреста.

## Историја
Претпоставља се да је првобитно насеље настало крајем XI или почетком XII века, и да је његов оснивач био Владимирско-Волињски књаз Давид Игоревич према ком је насеље и добило име. Први писани подаци о насељу потичу из 1127. године.
Након неколико векова под пољском влашћу, Давид Гарадок постаје 1793. део Руске Империје и центар једног округа Минске губерније.
Совјетска власт у граду успостављена је у новембру 1917, али је већ следеће године град дошао прво под немачку (1918/20), а потом и под пољску власт (1921/39). Саставним делом Белоруске ССР постаје поново 1939, а већ наредне године добија и административни статус града.

## Демографија
Према резултатима пописа из 2009. у граду је живело 6.700 становника.
| 2006. | 2009. |
| ----- | ----- |
| 7.681 | 6.700 |